# 中野信近
中野 信近（なかの のぶちか、旧暦 慶応2年3月15日 / グレゴリオ暦 1866年4月29日 - 1932年1月7日 / 1月10日）は、日本の俳優である。本名同じ。新派の舞台、創成期のサイレント映画で活動した。俳名は秋水、七面山人。自由講談の号は双木舎 痴雲（そうぼくしゃ ちうん）である。

## 人物・来歴
1866年4月29日（旧暦 慶応2年3月15日）、岡山県の旧幕臣の家に生まれる。
自由党の党員となり、「双木舎痴雲」名義で、自由民権運動のための「自由講談」を始める。満26歳となる1892年（明治25年）、新派の俳優・福井茂兵衛が主宰する一座で初舞台を踏む。やがて「中野信近一座」を構える。
1908年（明治41年）、東京府荏原郡目黒村大字下目黒の行人坂（現在の目黒区下目黒）にグラスステージを建てた吉沢商店で、同社が製作する現代劇のサイレント映画に一座で出演し、映画界にデビューする。同年、京都では、横田商会で牧野省三が時代劇を撮り始めており、中野は「撮影俳優の魁」となる。1911年（明治44年）まで同社で映画に出演し続ける。同社は、1912年（明治45年）に横田商会等と合併して日活となるが、日活の映画に出演した形跡はない。
1915年（大正4年）からは、天然色活動写真（天活）に移籍する。1917年（大正6年）、同社の分裂に際し、小林喜三郎の小林商会に参加する。
映画に関してはしばらくのブランクを経て、1926年（大正15年）、小説家の直木三十五が主宰する聯合映画芸術家協会が製作した曽我廼家五九郎とその一座の映画『山賊』や、1927年（昭和2年）には、片岡松燕プロダクションが製作した片岡松燕主演の映画に出演している。
1931年（昭和6年）、京都の東活映画社に入社した。
1932年（昭和7年）1月7日（1月10日）、死去した。満65歳没。

## フィルモグラフィ

### 吉沢商店
1908年
- 『己が罪』 : 監督不明、原作菊池幽芳、撮影千葉吉蔵
- 『己が罪 続編』 : 監督不明、原作菊池幽芳、撮影千葉吉蔵
- 『幽霊かがみ』 : 監督不明、撮影千葉吉蔵

1909年
- 『己が罪 続』 : 監督不明、原作菊池幽芳、撮影千葉吉蔵
- 『女夫波』 : 監督不明、原作田口掬汀
- 『想夫憐』 : 監督不明、撮影千葉吉蔵
- 『乳姉妹』 : 監督不明、原作菊池幽芳、撮影千葉吉蔵
- 『血の涙』 : 監督不明、撮影千葉吉蔵
- 『黒潮』 : 監督不明、原作徳富蘆花
- 『桜田門血染雪』 : 監督不明

1910年
- 『陽炎』 : 監督不明
- 『お茶一杯』 : 監督不明
- 『江戸房』 : 監督不明
- 『軍神広瀬中佐』 : 監督不明
- 『お化けのしくじり』 : 監督不明
- 『新乳姉妹』 : 監督不明
- 『ひじ鉄砲』 : 監督不明
- 『松の操美人の生埋』 : 監督不明

1911年
- 『櫓太鼓』 : 監督不明
- 『浮きしづみ』 : 監督不明
- 『美人の生埋』 : 監督不明

### 天活
1915年
- 『嵐又は春がすみ』 : 監督不明
- 『おぼろ月』 : 監督不明
- 『私前唄』 : 監督不明
- 『若葉影』 : 監督不明

1916年
- 『己が罪』 : 監督不明、原作菊池幽芳、共演木下八百子
- 『琵琶歌』 : 監督不明、共演木下八百子
- 『湖畔の家』 : 監督不明、共演木下八百子
- 『夕立雲』 : 監督不明、共演木下八百子
- 『千鳥が淵』 : 監督不明、共演木下八百子

### 小林商会
1917年
- 『むれつばめ』 : 監督不明
- 『深雪物語』 : 監督不明
- 『娘気質』 : 監督不明
- 『漁夫の娘』 : 監督不明
- 『夫の仇』 : 監督不明
- 『浮世の波』 : 監督不明
- 『女優髷』 : 監督不明、小松商会
- 『儚き母子』 : 監督不明

### 以降
- 『山賊』 : 監督マキノ省三・富沢進郎・橋本佐一呂、聯合映画芸術家協会、1926年 - 四天王麻耶四郎
- 『姉妃のお百』 : 監督森田華明、片岡松燕プロダクション、1927年 - 孫八

## 註
1. 1 2 3  『芸能人物事典 明治大正昭和』、日外アソシエーツ、1998年、「中野信近」の項。
2. ↑  換暦での換算結果、maechan.net, 2009年11月27日閲覧。
3. 1 2 3 4 5 6 7 8  『京都日出新聞』、1932年1月24日付 / 『近代歌舞伎年表 京都篇 第9巻』、国立劇場近代歌舞伎年表編纂室、八木書店、2003年6月 ISBN 4840692319, p.247.
4. 1 2 3 4 5  中野信近、日本映画データベース、2009年11月27日閲覧。